# ヨハネの黙示録
『ヨハネの黙示録』（ヨハネのもくしろく　古代ギリシア語: Ἀποκάλυψις Ἰωάννου、ラテン語: Apocalypsis Iōannis、英語: Revelation）は、『新約聖書』の最後に配された聖典であり、『新約聖書』の中で唯一預言書的性格を持つ書である。
『ヨハネの黙示録』は、単に『黙示録』あるいは『ヨハネによる黙示録』、『神学者聖イオアンの黙示録』（日本ハリストス正教会）、『使徒聖ヨハネ黙示録』（天主公教会）、『ヨハネへの啓示』（新世界訳聖書）ともいわれる。
タイトルの「黙示」とはギリシア語の「アポカリュプシス（古代ギリシア語: Ἀποκάλυψις）」の訳であり、καλύπτω（覆う）に接頭辞のἀπό（離れて）が組み合わさったἀποκαλύπτω（明かす、明らかにする）という動詞に、-σιςという抽象名詞を作る接尾辞が付いた複合語である。英語では「Revelation」と言い、上記と同義のラテン語であるrevēlātiō（暴露、すっぱ抜き）に由来する。『黙示録』はキリスト教徒の間でも、その解釈と正典への受け入れをめぐって多くの論議を呼びおこしてきた書物である。ヨハネの黙示録は2世紀に書かれたと言われているムラトリ正典目録に含まれており、西暦397年に開催されたカルタゴ会議では、ヨハネの黙示録を含む27文書が正典として認められた。

## 成立
旧約・新約をとおしても『黙示録』は聖書の中で最もその扱いが議論されている。
聖書自身の自己証言による伝統的な理解では『ヨハネによる福音書』、『ヨハネの手紙一・二・三』、『ヨハネの黙示録』の著者をすべて使徒ヨハネであると考えてきた。西暦2世紀のパピアスは、この書を使徒の作とみなしていた。2世紀の殉教者ユスティヌスは自著、『ユダヤ人トリュフォンとの対話』の中で「キリストの使徒の一人で、名をヨハネという、ある人がわたしたちと共にいた。彼は自分の受けた啓示によって預言をした」と述べている。エイレナイオスは、2世紀末および3世紀初頭のアレクサンドリアのクレメンスやテルトゥリアヌスと同様、使徒ヨハネがその筆者であることを述べている。3世紀の聖書学者であるオリゲネスはこう述べている。「わたしはイエスの胸に寄り掛かったヨハネについて語っているが……彼は一つの福音書を残した……彼はまた、黙示録をも記した」。さらに、『黙示録』の著者は、自らを「しもべヨハネ」と称し、「神のことばとイエスのあかしとのゆえに、パトモスという島にいた」と記しているが、これは伝承による使徒ヨハネの晩年の境遇と一致する。また、新約聖書において「小羊」という言葉をキリストの象徴として用いているのは、『ヨハネの黙示録』と『ヨハネによる福音書』だけである。
一方で、著者「ヨハネ」に関してもほとんど知られていないとし、3世紀には、文体上の違いに着目し、『ヨハネの黙示録』は、使徒以外の「違うヨハネ」の筆であることを指摘する議論があったことを、教会史家エウセビオスは伝えている。また『黙示録』（特に21章と22章）における終末理解と『ヨハネによる福音書』の著者の終末理解には大きな隔たりがあることを指摘する学者もおり、現代の聖書学者でこの説を支持しない者もいる。だが、『福音書』の記事はイエス在世中の出来事であり、『黙示録』はイエス復活後数十年を経ての終末に関する新たな啓示を記した記録であるので、そこに何らかの差異があっても不自然ではない。
4世紀には、東方で、金口イオアンと他の主教たちの間で『黙示録』の聖書正典収録に関しての議論が巻き起こった。理由は『黙示録』が難解であるため、その表現を都合よく解釈して悪用されることを恐れたためである。シリアのキリスト教徒の間においても、『黙示録』は、モンタノス派が自らの正当化に利用したため排斥された。9世紀にはコンスタンティノープル総主教ニケフォロス1世がその著書の中で、『ヨハネの黙示録』を『ペトロの黙示録』と共に「真性に疑問のある書物」であるとしている。最終的には中世末期、正教会でも正典に加えられはしたものの、聖書の中で唯一奉神礼で朗読されることのない書となっている。
伝統的に、『黙示録』の成立はドミティアヌス帝時代の紀元96年周辺であると考えられてきたが、聖書学者の中にはネロ帝時代の69年頃と考える者も居る。前者の説の有力な傍証とされるのは202年に死去したエイレナイオスの著書『異端反駁』5巻30における証言である。エイレナイオスは著者ヨハネと会ったという人物から『黙示録』の執筆は「というのは、それが登場したのは余り前のことではなく、殆ど我々の時代、ドミティアヌスの治世の終わり頃のことである」という証言を直接聞いたと記す。さらに96年成立説を有力なものとするのは、『黙示録』に小アジアにおける迫害というテーマが含まれていることである。ネロ帝のキリスト教徒迫害はローマ周辺に留まっていた為、小アジアでも迫害が行われたドミティアヌス帝時代の成立の方が、遙かに辻褄が合うということになる。

## 構成
『ヨハネの黙示録』は、古代キリスト教の小アジアにおける七つの主要な教会にあてられる書簡という形をとっている。七つの教会とは、
1. エフェソス
2. スミルナ
3. ペルガモン
4. ティアティラ
5. サルディス
6. フィラデルフィア
7. ラオディキア

である。
文中では著者自ら「ヨハネ」と名乗り、終末に於いて起こるであろう出来事の幻を見たと語る。『黙示録』は以下の様な構成となっている。
1. 緒言（1章）
  1. 初めの言葉（1:1-3）
  2. 七つの教会へのあいさつ（1:4-8）
  3. ヨハネへの啓示が示された顛末（1:9-20）
2. 七つの教会へのメッセージ（2章-3章）
  1. エペソ教会: 偽りを退けたが、愛から離れた(2:1-7)
  2. スミルナ教会: 貧しいが富んでいる。死に至るまで忠実であれ。(2:8-11)
  3. ペルガモ教会: サタンの王座がある場所で忠実に証ししているが、ニコライ派の教えを悔い改めよ。(2:12-17)
  4. テアテラ教会: 愛、奉仕、信仰、忍耐を知っているが、イゼベルという女の好き勝手にさせている。(2:18-29)
  5. サルデス教会: 死んでいる。目を覚まして悔い改めよ。 (3:1-6)
  6. フィラデルフィヤ教会: 門を開く。みことばに従い、名を否まず、力があった。(3:7-13)
  7. ラオデキヤ教会: 冷たいか熱くあれ。門の外に立ってたたく(3:14-22)
3. 神の玉座　天における礼拝と小羊の登場（4章-5章）
  1. 神の御座に上れ(4:1-3)
  2. 聖なるかな、聖なるかな、聖なるかな(4:4-11)
  3. 子羊だけが封印を解くことのできる(5:1-7)
  4. 彼らは讃美をささげる (5:8-14)
4. 子羊が七つの封印を開封する（6章-8章5節）
  1. 第一の封印:白い馬。勝利の上に更に勝利を得ようとして出て行く(6:1-2)
  2. 第二の封印:火のように赤い馬。戦争をもたらす(6:3-4)
  3. 第三の封印:黒い馬。飢饉をもたらす(6:5-6)
  4. 第四の封印:青ざめた馬。死をもたらす(6:7-8)
  5. 第五の封印:殉教者が血の復讐を求める(6:9-11)
  6. 第六の封印:地震と天災(6:12-17)
    1. 神の刻印を押されたイスラエルの子ら(7:1-8)
    2. 大患難を通り、子羊の血で洗った白い衣を着た大群衆(7:9-17)

  7. 第七の封印:しばらく沈黙があり、祈りがささげられる(8:1-5)
5. 七人の天使がラッパ（士気を上げる音）を吹く（8章6節-11章19節）
  1. 第一のラッパ:地上の三分の一、木々の三分の一、すべての青草が焼ける (8:6-7)
  2. 第二のラッパ:海の三分の一が血になり、海の生物の三分の一が死ぬ (8:8-9)
  3. 第三のラッパ:にがよもぎという星が落ちて、川の三分の一が苦くなり、人が死ぬ (8:10-11)
  4. 第四のラッパ:太陽、月、星の三分の一が暗くなる(8:12-13)
  5. 第五のラッパ:いなごが額に神の刻印がない人を5ヶ月苦しめる(9:1-12)
  6. 第六のラッパ:四人の天使が人間の三分の一を殺した。生き残った人間は相変わらず悪霊、金、銀、銅、石の偶像を拝んだ(9:13-21)
    1. 天使に渡された小さな巻物を食べた。腹には苦いが、口には甘い(10:1-11)
    2. 二人の証人が殺されるが生き返る(11:1-14)

  7. 第七のラッパ:この世の国はわれらの主、メシアのものとなった。天の神殿が開かれ、契約の箱が見える。(11:15-19)
6. 天の戦い、地における獣の増大、地の刈り入れ（12章-14章）
  1. 女を見た。太陽を着て、月を踏み、12の星をかぶる(12:1-6)
  2. 天で戦いが起こった。サタンが地に投げ落とされる(12:7-12)
  3. 赤い竜が神の民を迫害する(12:13-17)
  4. 獣が神の民と戦うために海の中から上ってくる。いのちの書に名が記されていないものはこれを拝む(13:1-10)
  5. 獣が地から上ってくる。獣の刻印を付ける (13:11-18)
  6. エルサレムのシオンの山の子羊(14:1-5)
  7. 三人の天使が裁きを宣言する(14:6-13)
  8. 鎌が地に投げ入れられる(14:14-20)
7. 最後の七つの災い 神の怒りが極みに達する（15章-16章）
  1. 七人の天使が神の怒りの満ちた七つの鉢を受け取る(15:1-8)
  2. 神の怒りを地にぶちまける（16:1）
    1. 第一の鉢:獣のしるしを付ける者、獣の像を拝む者に悪性のはれ物ができる(16:2)
    2. 第二の鉢:海が死人の血のようになって海の生物がみんな死ぬ(16:3)
    3. 第三の鉢:水が血に変わる(16:4-7)
    4. 第四の鉢:人間が太陽の火で焼かれる。それでも神を冒涜し、悔い改めない(16:8-9)
    5. 第五の鉢:獣の国が闇におおわれる。激しい苦痛(16:10-11)
    6. 第六の鉢:しるしを行う3匹の悪霊、ハルマゲドンに王を集める(16:12-16)
    7. 第七の鉢:大地震 島も山も消える(16:17-21)
8. 大淫婦バビロンの裁きと滅亡（17章-18章）
  1. 大淫婦バビロンが裁かれる(17:1-18)
  2. バビロンの滅亡 (18:1-8)
  3. 人々がバビロンの滅亡をなげく(18:9-19)
  4. 喜べ。バビロンが完全に滅びる(18:20-24)
9. 天における礼拝 子羊の婚礼（19章1-10節）
  1. 大群集が神を讃美する(19:1-6)
  2. 子羊の婚宴(19:7-10)
10. キリストの千年の統治の開始、サタンと人々の裁き（19章11節-20章）
  1. 信徒の上に君臨される方
    1. 白い馬に乗った方の名は「誠実」「真実」、血に染まった服を着る「神のことば」、「王の王」「主の主」(19:11-16)
    2. 獣と偽預言者が火の池に投げ込まれる (19:17-21)

  2. 千年王国
    1. サタンは底知れぬ所に封印されるが、その後しばらく自由の身となる (20:1-3)
    2. 殉教者と、獣の像を拝まず、獣の刻印を受けなかった者が復活して、千年間統治する。(20:4-6)

  3. 千年王国の後
    1. サタンが一時的に解放されて神の民と戦うが、滅ぼされる(20:7-9)
    2. サタンが獣や偽預言者もいる火と硫黄の池に投げ込まれて、永遠に苦しむ(20:10)
    3. 最後の裁き:いのちの書に名が無い者がすべて火の池に投げ込まれる。(20:11-15)
11. 新天新地
  1. 新しい天と新しい地 最初の天と地は去った。(21:1-8)
  2. 神が人と共に住み、涙をぬぐわれる、死もなく、悲しみもない。そこにはいのちの書に名が書かれている者だけが入ることが出来る。(21:2-8)
  3. 新しいエルサレムの説明 (21:9-27)
  4. 神と子羊の玉座からいのちの水の川が流れる(22:1-5)
12. 全体の結び 
  1. イエス・キリストの再臨(22:6-17)
  2. 警告:この書物に（記述を）付け加える者には災害が加えられ、（記述を）取り除く者からはいのちの木と聖なる都から受ける分が取り上げられる。 （22:18-21）

以上、訳語と小見出しは文語訳聖書、新改訳聖書、新共同訳聖書、現代訳聖書を参照。

## 解釈

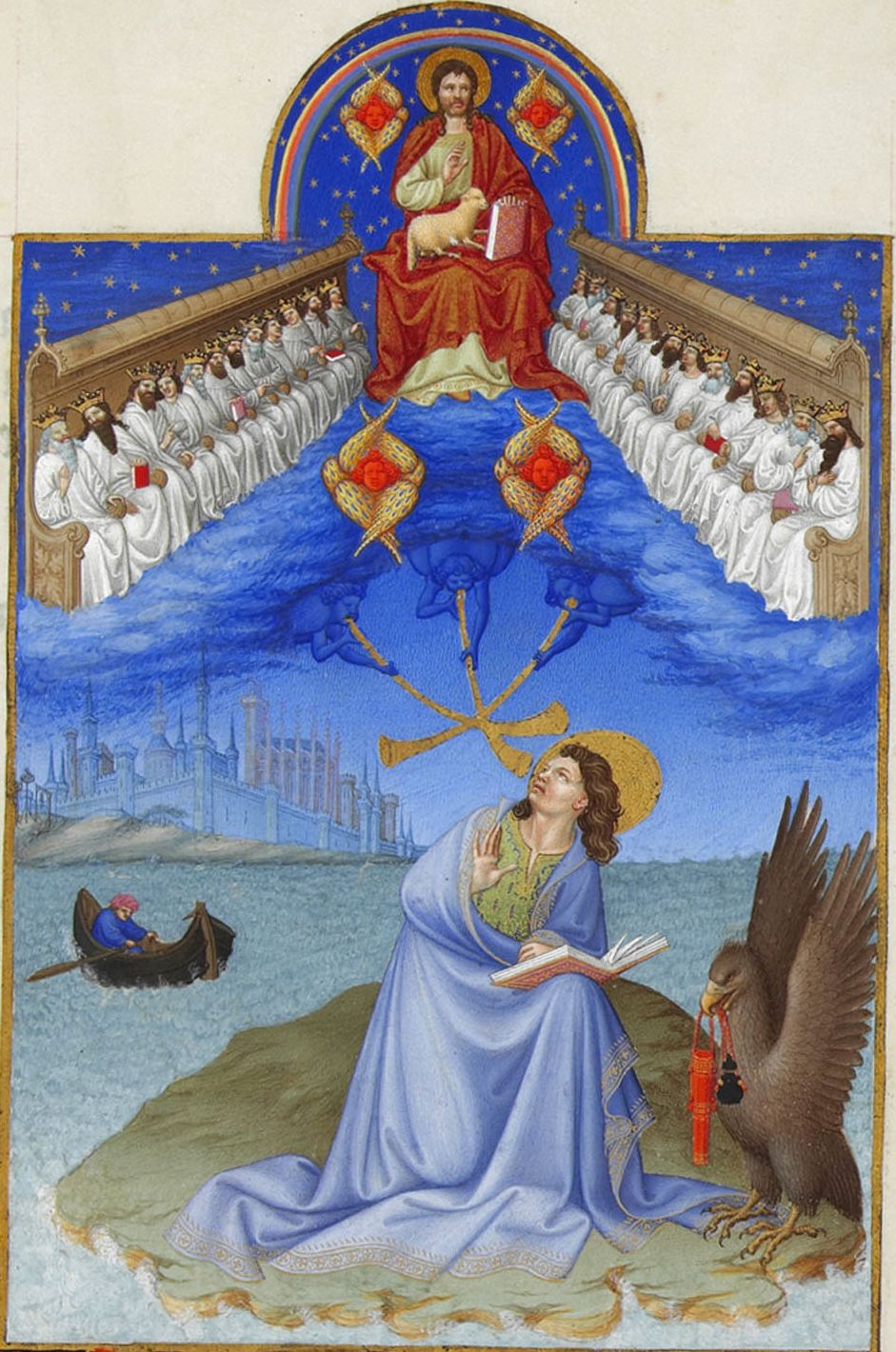
『ベリー公のいとも豪華なる時祷書（Très Riches Heures du Duc de Berry）』に描かれた、パトモス島の福音書記者ヨハネの図。王座の周りを四人の熾天使（セラフィム）が囲み、純粋をあらわす白いローブに身を包む24人の長老が両側に座る。彼らは金の冠を頭に被っている。黙示録では24人の長老の正体を明示してはいないが、伝統的にヤコブの12人の息子とイエスの12人の使徒とされていた。

ヨハネの黙示録には【ヨハネは、神の言葉とイエス・キリストの証、すなわち、自分の見たすべてのことを証しした(1-2)】【イエスの証しは預言の霊なのだ(19-10)】と記されている。 
この言葉は福音書の【人の子に言い逆らう者は赦される。しかし、聖霊に言い逆らう者は、この世でも後の世でも赦されることがない(マタイ12-32)】【父がわたしの名によってお遣わしになる聖霊(ヨハネ14-26)】と呼応しており、ヨハネの黙示録自体が福音書に記されている聖霊であることを示している。 
また、解釈をしようとすると【これに付け加える者があれば、神はこの書に書いてある災いをその者に付け加える(22-18)】と記されており、簡単に解釈するわけにもいかない。しかし、この言葉は、逆に、この書に書かれている災いを自ら受ける覚悟を持てば、解釈も許されると言う意味ともなる。では、この災いとは何か……個人として受ける災いは、火と硫黄の燃える池(21-8)であり、ここに入るのを覚悟しさえすれば、解釈することも可能である。 
つまり、解釈するためには、実際にこの火と硫黄の燃える池に飛び込むしかない。 
『黙示録』は歴史の中で様々に論じられてきた。特に『聖書』の中でもここにしか現れない「千年王国」論の特殊性への賛否やキリストの再臨の解釈をめぐって多くの議論を巻き起こした。しかし、歴史の中で現れた多くの解釈をまとめると預言書、文学、普遍的イメージの三つの見方に集約することが出来るとする立場もある。

### 預言書としての解釈
この見方は『黙示録』を『ダニエル書』などの流れにある終末預言の一つであるとして、未来の事柄についても語られた終末預言書とみる見方である。
マルティン・ルターら歴史的なプロテスタントの黙示録理解は、歴史主義解釈というもので、起こっていない未来の出来事を預言として与えられたという見方である。この立場では、未来にキリスト教の教理であるイエス・キリストの再臨、人間の体の復活、最後の審判、天国あるいは地獄への裁き、新天新地の到来があると信じられている。

### 文学類型（ジャンル）としての解釈
この見方では、『黙示録』は、紀元前2世紀以降のユダヤ教で起こった終末思想とそれにしたがって書かれた『ダニエル書』などの一連の黙示文学の影響を受けたキリスト教的黙示文学であると解釈する。この見方が18世紀以降、自由主義神学の高等批評を受け入れる研究者の中では主流となっている。この解釈に沿ってみていくと、『黙示録』が『ダニエル書』などの一連の黙示文学と同じ「幻のうちに受ける啓示」、「歴史区分の提示」、「神の完全な支配の実現」などのパターンに沿って書かれているということがよくわかるとされる（「黙示」の項も参照のこと）。この立場の学者は、レンスキ、ナイルズである。ルドルフ・ブルトマンの非神話化では、イエス・キリストの来臨はすでに起こったこととされている。

### 普遍的テーマのイメージ化としての解釈
20世紀以降、『黙示録』を「善と悪の対立」および「善の最終的な勝利」という普遍的テーマを著者のイマジネーションによって自由にイメージ化した作品という解釈が現れた。
他にも著者ヨハネが死に瀕した苦痛を和らげるため天然麻薬であるニガヨモギを吸い、それによって見た幻覚であるという説（麻薬幻覚説）もあるが、この説は正式な学問的確証に基づいたものでないため、聖書学者たちに受け入れられたことはない。
幻覚説を除けば、三つの説はいずれも排他的なものでなく、どれか一つをとれば他の二つは間違いであるといった性質のものではないとする立場もあるが、一般に現代のリベラルな教派の間では、第二の「文学類型」的解釈が主流で未来に起こることが預言として与えられていると考える者は少ない。

### 過去主義者
過去主義者の解釈では『黙示録』が1世紀の終わりに起きた大迫害を預言していたという見方があるが、ヨハネがこの書を書いたのが1世紀の後半だと考える立場からは当然に支持されない。
過去主義者の体系的記述はイエズス会修道士アルカザールのもので、宗教改革者がローマ・カトリックを大淫婦バビロンとみなしたため、それを否定するためにあみだされたものであるが、その後に預言を否定するリベラルなウィリアム・ラムゼー、シェイラー・マシューズによって主張されている。

### キリスト教の教理
ただし、プロテスタントの信仰告白では、ウェストミンスター信仰告白にも、未来に起こることがらである再臨と最後の審判の根拠の聖句としてあげられている。今日でも歴史的なキリスト教終末論の理解からは、使徒ヨハネが神の啓示を受けたと信じられている。

### 表象（イメージ）の解釈
黙示録の中にはさまざまなイメージが現れ、歴史の中で多くの芸術家にモチーフを提供してきた（『黙示録』をテーマとする芸術としてはアルブレヒト・デューラーの一連の木版画などが有名である）。
「文学類型」的解釈の立場に立つ学者たちは、『黙示録』のイメージを歴史的事実や、歴史上の人物などにあてはめることで解釈しようとしてきた。たとえば13章にあらわれる竜に権威を与えられた「海からの獣」は、強大な力を持ってキリスト教に対抗するものということで、ローマ帝国もしくはローマ皇帝であると考えられる。その獣が持つ七つの頭は、アウグストゥス以来の七人のローマ皇帝にあてはめて解釈される。
13章18節にあらわれる第二の獣に従うものに押された「六百六十六」という数字は数秘術ゲマトリアで「獣の数字」と呼ばれ、皇帝ネロ（ネロン・ケサル）を表すとよく言われるが、これに対しては数が合わないという異論もある。写本によっては六百十六と書かれているものがあることは古くから知られている。
また、16章16節にあらわれる「ハルマゲドン」という言葉に関しては、本来の意味が知られずにおどろおどろしいイメージだけが独り歩きしている感があるが、「メギドの丘」という解釈が主流である。黙示録の中では神との戦いに備えて汚れた霊が王たちを集める場所をさす名称である。メギドは北イスラエルの地名で戦略上の要衝であったため、古来より幾度も決戦の地となった。このことから「メギドの丘」という言葉がこの箇所で用いられたと考えられている。

## ヨハネの黙示録を題材とした作品

### フィクション
文学作品
- ジョン・スタインベック『怒りの葡萄』
- ティム・ラヘイ、ジェリー・ジェンキンズ『レフトビハインド』 - 後に映画化。

絵画
- マティアス・ゲールング『黙示録註解』
- アルブレヒト・デューラー『ヨハネの黙示録』
- オディロン・ルドン『ヨハネの黙示録』

映画
- 『アポカリプス 〜黙示録〜』
- 『第七の封印』
- 『地獄の黙示録』（原題：Apocalypse Now） - 物語自体はジョセフ・コンラッドの小説『闇の奥』を下敷きとしている。
- 『ディス・イズ・ジ・エンド 俺たちハリウッドスターの最凶最期の日』
- 『炎628』 - 原題：Иди и смотри（来たれ、そして見よ）は、第6章6：7 - 6：8の一節から採られている。
- 『ミスト』
- 『リメイニング』

テレビドラマ
- 『相棒』Season6 第19話「黙示録」
- 『特捜エクシードラフト』
- 『ウルトラマンネクサス』
- 『スーパーナチュラル』
- 『グッドオーメンズ』

漫画
- 青池保子『エロイカより愛をこめて』のうち「第七の封印」
- 鏡貴也、山本ヤマト『終わりのセラフ』
- 鈴木央『黙示録の四騎士』

### 評論
- 『黙示録』 - D.H.ロレンス。福田恆存訳『黙示録論　現代人は愛しうるか』および新訳で『黙示録論』井伊順彦訳、論創社
- マルクス、エンゲルス 著「黙示録」、ドイツ社会主義統一党中央委員会付属マルクス=レーニン主義研究所 編『マルクス・エンゲルス全集 第21巻 「黙示録」』大内兵衛、細川嘉六 監訳（第4刷）、大月書店、1971年8月30日、9-15頁。ISBN 978-4-2720-0210-8。国立国会図書館サーチ：R100000039-I2992200。

### 音楽
フランツ・シュミット「7つの封印の書」
デイヴィット・ギリングハム「ヨハネ黙示録の天使達（打楽器アンサンブル曲）」
マドンナ「ジャスティファイ・マイ・ラヴ (ビースト・ウィズイン・リミックス) 」